# Mașina Pneumatică (constelație)
Mașina pneumatică (pe numele ei elin, ἀντλία - Antlia) este o constelație a cerului sudic relativ nouă, creată abia in 1763, fiind prea puțin vizibilă pentru a fi observată de grecii antici. 

## Descriere și localizare

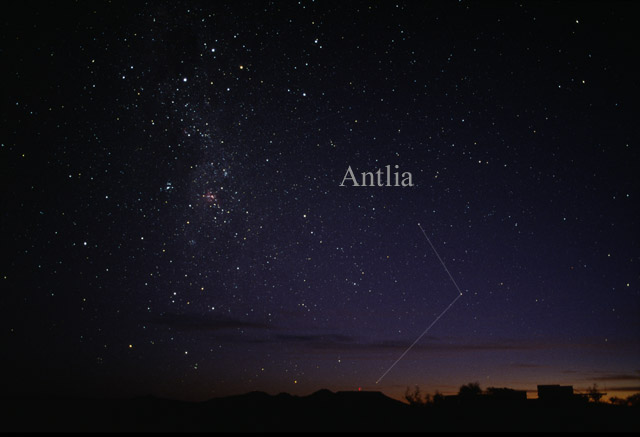
Constelația Mașina Pneumatică văzută cu ochiul liber. Pentru identificarea mai ușoară au fost trasate linii între stele.

Mașina pneumatică este o constelație puțin vizibilă, fiind lipsită de stele strălucitoare. Cea mai strălucitoare stea a ei este α Ant, de magnitudine aparentă 4,25. Se vede foarte greu cu ochiul liber.

## Istorie
Astronomul francez Abbé Nicolas-Louis de Lacaille a creat 13 constelații pentru cerul emisferei sudice, pentru a umple niște zone sărace in stele, printre care și Mașina Pneumatică.

## Mitologie
Nu este nimic mitologic in numele ei, pentru ca Lacaille nu a continuat tradiția de a denumi constelațiile cu nume din mitologie și a ales nume ale unor instrumente folosite in fizică.

## Obiecte cerești

### Stele principale

#### αAntliae
α Antliae, steaua cea mai strălucitoare din constelație, nu are decât o magnitudine de 4,28. Este o gigantă portocalie, aflată la distanța de aproape 370 de ani-lumină de Sistemul Solar. Este ușor variabilă, dar într-un mod imprevizibil.